# Hawaiian Pro
Le Hawaiian Pro est une compétition professionnelle de surf organisée par la World Surf League sur le spot de Haleiwa, sur le North Shore d'Oahu, à Hawaï.
Organisée depuis 1985, il s'agit de la première étape de la prestigieuse Triple Couronne de surf, les autres étapes étant la World Cup of Surfing et les Pipe Masters organisées respectivement à Sunset Beach et Banzai Pipeline.

## Palmarès

### Palmarès complet
| Année | Vainqueur          | Score | Finaliste(s)                                        | Score(s)          |
| ----- | ------------------ | ----- | --------------------------------------------------- | ----------------- |
| 1985  | Mark Richards      |       |                                                     |                   |
| 1986  | Mark Richards      |       |                                                     |                   |
| 1987  | Gary Elkerton      |       |                                                     |                   |
| 1988  | Barton Lynch       |       |                                                     |                   |
| 1989  | Cheyne Horan       |       |                                                     |                   |
| 1990  | Nicky Wood         |       |                                                     |                   |
| 1991  | Tom Curren         |       |                                                     |                   |
| 1992  | Sunny Garcia       |       |                                                     |                   |
| 1993  | Sunny Garcia       |       |                                                     |                   |
| 1994  | Chris Brown        |       |                                                     |                   |
| 1995  | Richard Lovett     |       |                                                     |                   |
| 1996  | Kaipo Jaquias      |       |                                                     |                   |
| 1997  | Tony Ray           |       |                                                     |                   |
| 1998  | Kaipo Jaquias      |       |                                                     |                   |
| 1999  | Conan Hayes        |       |                                                     |                   |
| 2000  | Sunny Garcia       |       |                                                     |                   |
| 2001  | Andy Irons         |       |                                                     |                   |
| 2002  | Sunny Garcia       | 15.50 | Tom Whitaker Jake Paterson Andy Irons               | 12.60 10.73 10.60 |
| 2003  | Troy Brooks        |       | Armando Daltro Jake Paterson Neco Padaratz          |                   |
| 2004  | Sunny Garcia       | 16.74 | Phillip MacDonald Bernardo Pigmeu Bruce Irons       | 14.57 11.03 04.67 |
| 2005  | Pancho Sullivan    |       | Mick Fanning Raoni Monteiro Brett Simpson           |                   |
| 2006  | Andy Irons         | 13.00 | Taj Burrow Joel Centeio Mikaël Picon                | 12.63 09.90 08.50 |
| 2007  | Roy Powers         | 18.84 | Bede Durbidge Joel Parkinson Sean Moody             | 13.74 12.00 06.37 |
| 2008  | Michel Bourez      |       | Jihad Khodr Kekoa Bacalso Dusty Payne               |                   |
| 2009  | Joel Centeio       |       | Jay Thompson C. J. Hobgood Alain Riou               |                   |
| 2010  | Joel Parkinson     | 15.00 | Joel Centeio Julian Wilson Heath Joske              | 07.04 06.86 03.14 |
| 2011  | Taj Burrow         | 16.90 | Adam Melling Adriano de Souza Nat Young             | 12.60 12.50 06.10 |
| 2012  | Sebastian Zietz    | 17.76 | John John Florence Frederick Patacchia Alejo Muniz  | 14.70 13.50 08.70 |
| 2013  | Michel Bourez      | 17.17 | Frederick Patacchia Jérémy Florès Dion Atkinson     | 16.33 13.93 09.73 |
| 2014  | Dusty Payne        | 19.64 | Julian Wilson Jérémy Florès Adam Melling            | 18.74 14.97 11.33 |
| 2015  | Wade Carmichael    | 15.40 | Filipe Toledo Ezekiel Lau Dusty Payne               | 14.83 13.04 12.83 |
| 2016  | John John Florence | 15.66 | Frederico Morais Marc Lacomare Adrian Buchan        | 15.66 15.50 09.60 |
| 2017  | Filipe Toledo      | 16.54 | Griffin Colapinto Wiggolly Dantas Michel Bourez     | 15.94 13.03 08.77 |
| 2018  | Joel Parkinson     | 17.36 | Mateus Herdy Ricardo Christie Deivid Silva          | 15.83 15.36       |
| 2019  | Frederico Morais   | 12.77 | Leonardo Fioravanti Matthew McGillivray Ethan Ewing | 11.50 10.33 9.67  |

### Victoires par nation
| Nation              | Victoires |
| ------------------- | --------- |
| Hawaï               | 16        |
| Australie           | 13        |
| Polynésie française | 2         |
| États-Unis          | 2         |
| Brésil              | 1         |
| Portugal            | 1         |
| Total               | 35        |